# Cristina Iovu
Cristina Iovu (ur. 8 listopada 1992 w Kiszyniowie) – mołdawska sztangistka, reprezentująca także Azerbejdżan i Rumunię, dwukrotna mistrzyni Europy w kategorii do 53 kg.
W 2012 roku, podczas mistrzostw Europy w Antalyi zdobyła złoty medal z wynikiem 207 kg w dwuboju. Podczas igrzysk olimpijskich w Londynie zajęła 3. miejsce, tym samym zdobywając pierwszy olimpijski medal dla Mołdawii w podnoszeniu ciężarów. W 2016 roku została zdyskwalifikowana a medal jej odebrano, po tym jak w jej organizmie wykryto doping. Był to jej jedyny start olimpijski.
W 2013 roku na mistrzostwach świata we Wrocławiu reprezentowała Azerbejdżan, zdobywając srebrny medal. Także ten medal został jej odebrany za doping.

## Wyniki
| Rok  | Zawody               | Miasto  | Miejsce | Kategoria | Wynik  |
| ---- | -------------------- | ------- | ------- | --------- | ------ |
| 2012 | Mistrzostwa Europy   | Antalya | 1       | do 53 kg  | 207 kg |
| 2012 | Igrzyska olimpijskie | Londyn  | DSQ     | do 53 kg  | 219 kg |
| 2013 | Mistrzostwa świata   | Wrocław | DSQ     | do 53 kg  | 221 kg |